# Amir Karić
Amir Karić, född 31 december 1973 i Velenje i Jugoslavien (nuvarande Slovenien), är en slovensk före detta fotbollsspelare.